# Warwick Dalton
Warwick Dashwood Hirtzel Dalton (Otahuhu (Auckland), 19 februari 1937) is een voormalig wielrenner uit Nieuw-Zeeland. 
Tijdens de British Empire and Commonwealth Games (de latere Gemenebestspelen) in 1958 won hij een bronzen medaille op zowel de 1km tijdrit als de individuele achtervolging. Hij nam deel aan de Olympische Zomerspelen in Melbourne in 1956 (8e in de 1km tijdrit, 5e in de ploegachtervolging) en in Rome in 1960 (11e in de 1km tijdrit).
Tot zijn overige overwinningen behoren het Open Australisch kampioenschap op de weg (1963), drie eindoverwinningen in de Ronde van Southland (1959, 1961, 1969) en de eindoverwinning in de Zesdaagse van Launceston.